# Campeonato Potiguar 1987
In 1987 werd het 68ste Campeonato Potiguar gespeeld voor voetbalclubs uit de Braziliaanse staat Rio Grande do Norte. De competitie werd georganiseerd door de Federação Norte-rio-grandense de Futebol en werd gespeeld van 1 april tot 23 augustus. América de Natal werd de kampioen.

## Eerste toernooi

### Eerste fase

#### Groep A
| Plaats | Club             | Wed. | W | G | V | Saldo | Ptn. |
| ------ | ---------------- | ---- | - | - | - | ----- | ---- |
| 1.     | América de Natal | 4    | 2 | 1 | 1 | 3:2   | 5    |
| 2.     | ABC              | 4    | 1 | 2 | 1 | 1:2   | 4    |
| 3.     | Alecrim          | 4    | 1 | 1 | 2 | 3:3   | 3    |

|  | Geplaatst voor tweede fase kwalificatiegroep    |
|  | Geplaatst voor tweede fase herkwalificatiegroep |

#### Groep B
| Plaats | Club                | Wed. | W | G | V | Saldo | Ptn. |
| ------ | ------------------- | ---- | - | - | - | ----- | ---- |
| 1.     | Potiguar de Mossoró | 3    | 2 | 1 | 0 | 5:0   | 5    |
| 2.     | Riachuelo           | 3    | 2 | 1 | 0 | 3:1   | 5    |
| 3.     | Baraúnas            | 3    | 0 | 1 | 2 | 1:4   | 1    |
| 4.     | Atlético Potiguar   | 3    | 0 | 1 | 2 | 0:4   | 1    |

|  | Geplaatst voor tweede fase kwalificatiegroep    |
|  | Geplaatst voor tweede fase herkwalificatiegroep |

### Tweede fase

#### Kwalificatiegroep
| Plaats | Club                | Wed. | W | G | V | Saldo | Ptn. |
| ------ | ------------------- | ---- | - | - | - | ----- | ---- |
| 1.     | América de Natal    | 6    | 5 | 1 | 0 | 13:3  | 11   |
| 2.     | Potiguar de Mossoró | 6    | 2 | 2 | 2 | 7:7   | 5    |
| 3.     | Riachuelo           | 6    | 1 | 3 | 2 | 3:6   | 5    |
| 4.     | ABC                 | 6    | 0 | 3 | 3 | 1:8   | 3    |

|  | Geplaatst voor derde fase |

#### Herkwalificatiegroep
| Plaats | Club              | Wed. | W | G | V | Saldo | Ptn. |
| ------ | ----------------- | ---- | - | - | - | ----- | ---- |
| 1.     | Baraúnas          | 4    | 3 | 0 | 1 | 9:1   | 6    |
| 2.     | Alecrim           | 4    | 2 | 1 | 1 | 5:1   | 5    |
| 3.     | Atlético Potiguar | 4    | 0 | 1 | 3 | 0:12  | 1    |

|  | Geplaatst voor derde fase |

### Derde fase
| Plaats | Club                | Wed. | W | G | V | Saldo | Ptn. |
| ------ | ------------------- | ---- | - | - | - | ----- | ---- |
| 1.     | América de Natal    | 2    | 2 | 0 | 0 | 5:2   | 4    |
| 2.     | Potiguar de Mossoró | 2    | 1 | 0 | 1 | 2:3   | 2    |
| 3.     | Baraúnas            | 2    | 0 | 0 | 2 | 1:3   | 0    |

|  | Geplaatst voor finale |

## Tweede toernooi

### Eerste fase

#### Groep A
| Plaats | Club             | Wed. | W | G | V | Saldo | Ptn. |
| ------ | ---------------- | ---- | - | - | - | ----- | ---- |
| 1.     | América de Natal | 4    | 4 | 0 | 0 | 4:0   | 8    |
| 2.     | ABC              | 4    | 1 | 1 | 2 | 2:4   | 3    |
| 3.     | Riachuelo        | 4    | 1 | 0 | 3 | 3:5   | 2    |

|  | Geplaatst voor tweede fase kwalificatiegroep    |
|  | Geplaatst voor tweede fase herkwalificatiegroep |

#### Groep B
| Plaats | Club                | Wed. | W | G | V | Saldo | Ptn. |
| ------ | ------------------- | ---- | - | - | - | ----- | ---- |
| 1.     | Baraúnas            | 3    | 1 | 2 | 0 | 4:3   | 4    |
| 1.     | Alecrim             | 3    | 1 | 2 | 0 | 4:3   | 4    |
| 3.     | Potiguar de Mossoró | 3    | 1 | 1 | 1 | 4:2   | 3    |
| 4.     | Atlético Potiguar   | 3    | 0 | 1 | 2 | 1:5   | 1    |

|  | Geplaatst voor tweede fase kwalificatiegroep    |
|  | Geplaatst voor tweede fase herkwalificatiegroep |

### Tweede fase

#### Kwalificatiegroep
| Plaats | Club             | Wed. | W | G | V | Saldo | Ptn. |
| ------ | ---------------- | ---- | - | - | - | ----- | ---- |
| 1.     | ABC              | 6    | 3 | 2 | 1 | 7:2   | 8    |
| 2.     | Baraúnas         | 6    | 3 | 1 | 2 | 6:5   | 7    |
| 3.     | Alecrim          | 6    | 2 | 1 | 3 | 4:5   | 5    |
| 4.     | América de Natal | 6    | 1 | 2 | 3 | 1:5   | 4    |

|  | Geplaatst voor derde fase |

#### Herkwalificatiegroep
| Plaats | Club                | Wed. | W | G | V | Saldo | Ptn. |
| ------ | ------------------- | ---- | - | - | - | ----- | ---- |
| 1.     | Potiguar de Mossoró | 4    | 3 | 1 | 0 | 7:1   | 7    |
| 2.     | Riachuelo           | 4    | 1 | 1 | 2 | 5:7   | 3    |
| 3.     | Atlético Potiguar   | 4    | 0 | 2 | 2 | 3:7   | 2    |

|  | Geplaatst voor derde fase |

### Derde fase
ABC kreeg twee bonuspunten omdat ze de kwalificatiegroep gewonnen hadden. 
| Plaats | Club                | Wed. | W | G | V | Saldo | Ptn. |
| ------ | ------------------- | ---- | - | - | - | ----- | ---- |
| 1.     | ABC                 | 2    | 0 | 2 | 0 | 0:0   | 4    |
| 2.     | Baraúnas            | 2    | 1 | 1 | 0 | 1:0   | 3    |
| 3.     | Potiguar de Mossoró | 2    | 0 | 1 | 1 | 0:1   | 1    |

|  | Play-off voor de toernooititel |

#### Play-off
ABC weigerde de extra wedstrijd te spelen waardoor Baraúnas het toernooi won.
|                  |          |          |     |  |
| 22 juli Play-off | Baraúnas | walkover | ABC |  |
| 22 juli Play-off |          |          |     |  |

## Derde toernooi

### Eerste fase

#### Groep A
| Plaats | Club                | Wed. | W | G | V | Saldo | Ptn. |
| ------ | ------------------- | ---- | - | - | - | ----- | ---- |
| 1.     | América de Natal    | 2    | 2 | 0 | 0 | 5:2   | 4    |
| 2.     | Potiguar de Mossoró | 2    | 0 | 1 | 1 | 3:4   | 1    |
| 3.     | Alecrim             | 2    | 0 | 1 | 1 | 1:3   | 1    |

|  | Geplaatst voor tweede fase |

#### Groep B
| Plaats | Club      | Wed. | W | G | V | Saldo | Ptn. |
| ------ | --------- | ---- | - | - | - | ----- | ---- |
| 1.     | ABC       | 2    | 1 | 1 | 0 | 3:2   | 3    |
| 2.     | Riachuelo | 2    | 0 | 2 | 0 | 1:1   | 2    |
| 3.     | Baraúnas  | 2    | 0 | 1 | 1 | 1:2   | 1    |

|  | Geplaatst voor tweede fase |

### Tweede fase
| Plaats | Club                | Wed. | W | G | V | Saldo | Ptn. |
| ------ | ------------------- | ---- | - | - | - | ----- | ---- |
| 1.     | América de Natal    | 3    | 1 | 2 | 0 | 4:3   | 4    |
| 2.     | Riachuelo           | 3    | 1 | 2 | 0 | 1:0   | 4    |
| 3.     | Potiguar de Mossoró | 3    | 1 | 1 | 1 | 2:2   | 3    |
| 4.     | ABC                 | 3    | 0 | 1 | 2 | 2:4   | 1    |

|  | Geplaatst voor tweede fase |

### Finale
|                   |                  |       |           |  |
| 9 augustus Finale | América de Natal | 1 – 0 | Riachuelo |  |
| 9 augustus Finale |                  |       |           |  |

## Finale
|                    |                  |       |          |  |
| 23 augustus Finale | América de Natal | 2 – 1 | Baraúnas |  |
| 23 augustus Finale |                  |       |          |  |

## Kampioen
| Campeonato Potiguar de 1987           |
| Rio Grande do Norte                   |
| ------------------------------------- |
| AMÉRICA DE NATAL Kampioen (25° titel) |